# Colette Pétonnet
Colette Pétonnet (Poitiers, 16 de junho de 1929;  Paris, 5 de novembro de 2012), foi uma pesquisadora pioneira da antropologia urbana francesa.

## Vida
Depois de ter tentado vários cursos universitários sem sucesso, Pétonnet partiu em 1953 para o Marrocos onde dirigiu um centro de ensino básico no distrito de Sidi Othman, uma favela de Casablanca com 75.000 habitantes na época. 
Após a independência de Marrocos, regressou à França onde trabalhou em um departamento do Ministério da Justiça. Depois de um período na prisão juvenil, ela foi designada para os subúrbios parisienses, onde acompanhou os jovens em casa com suas famílias.  Ela então se matriculou no Instituto de Etnografia onde teve aulas de André Leroi-Gourhan e Roger Bastide. 
Em 1964 iniciou uma tese sobre uma cidade de trânsito nos subúrbios parisienses que deu origem ao livro Ces gens-là, publicado em 1968. Seguiu uma abordagem etnográfica, vivendo na Cité de la Halle à qual dedica o livro e utilizando a observação participante e entrevistas repetidas e informais com os moradores da cidade como principais fontes de seu estudo.
Em seguida, continuou seu trabalho nos subúrbios parisienses fazendo a etnografia das favelas dos subúrbios parisienses, construídas e habitadas por imigrantes portugueses e espanhóis, depois os conjuntos habitacionais para onde estes foram realocados após a demolição das favelas.  Saiu dos círculos proletários para ampliar sua reflexão sobre a cidade e o fenômeno urbano em geral, como evidenciam os muitos artigos que publicou, alguns dos quais agrupados em Variations sur la ville, publicado em 2018. Explora novos temas como o anonimato urbano  e revisita os seus métodos de investigação, incluindo a observação flutuante  .

## Realizações
A publicação de Ces gens-là, que relata o estudo de uma cidade de trânsito nos subúrbios parisienses, como a de We are all in the fog em 1979, dedicada aos habitantes de uma favela, foi amplamente ignorada por seus colegas pesquisadores .  As obras de Colette Pétonnet encarnavam a tentativa de uma etnologia urbana e da sociedade francesa contemporânea – contrastando com a ênfase sobre a "sociedade rural tradicional" e terras distantes, como explica em seu artigo dedicado à etnologia urbana na França , no desenvolvimento de uma antropologia marcada, no final da década de 1960, pela figura de Lévi-Strauss. Com outros pesquisadores, abriu a voz para o desenvolvimento da antropologia urbana na França, nome dado à equipe do laboratório do CNRS que criou com Jacques Gutwirth em 1985.
Ces gens-là e On est tous dans le brouillard são, por outro lado, best-sellers  e têm sido alvo de debates e críticas na imprensa porque se opuseram à visão então dominante do urbanismo e questionaram em particular o desejo de erradicar todas as favelas mostrando que elas "podem ser lugares dignos para viver, cujo desaparecimento e substituição por um habitat normalizado constitui violência e alienação para seus moradores"  .
Ces gens-là foi traduzido para o inglês em 1973 e publicado nos Estados Unidos com um prefácio do reitor da Escola de Sociologia Urbana de Chicago, William Foote Whyte, que acolheu calorosamente este livro:
“Com esta formação de psicologia e antropologia social e experiência no trabalho com os problemas da juventude, Mlle. Pétonet conseguiu mergulhar na vida das pessoas do projeto de habitação pública. Ela fala com a autoridade de um observador participante, apresentando-nos um quadro notavelmente abrangente de recursos econômicos, vida familiar, gangues de meninos, uso do espaço e do tempo e valores e crenças dos moradores do projeto"  .

## Escritos
- 1968: Ces gens-là, Paris, Maspéro, 253 p.
- 1972: L’intégration des Harkis de Vanvey et de Baigneux-les-Juifs (Côté d’or) à la société française, Paris, Institut d’ethnologie (Archives et documents), microfiches, 60 p. [micro-édition de 1968, texte dact., enquête réalisée dans le cadre de la recherche coopérative sur programme dirigée par H. Raulin, 51 p.]
- 1973: Thoses People. The subculture of a Housing Projet, Westport Connecticut, Greenwood Press (Contributions in Sociology, 10), 293 p. [trad. par Rita Smidt de 1968, Ces gens-là. Préface par William F. Whyte]
- 1979: On est tous dans le brouillard. Ethnologie des banlieues, Paris, Galilée (Débats), 259 p. [préface André Leroi-Gourhan]
- 1982: Espaces habités. Ethnologie des banlieues, Paris, Galilée (Débats), 174 p.
- 1985: On est tous dans le brouillard. Ethnologie des banlieues, nouvelle édition revue et augmentée, Paris, Galilée (Débats), 329 p.
- 2012: On est tous dans le brouillard. Ethnologie des banlieues, réédition établie par Catherine Choron-Baix, Paris, Éditions du CTHS, 540 p. [préface André Leroi-Gourhan]
- 2018: Variations sur la ville, Paris, CNRS Éditions, 316 p. [préface de Liliane Kuczynski, Thierry Paquot et Daniel Terrolle]

## Nota
Este artigo foi inicialmente traduzido, total ou parcialmente, do artigo da Wikipédia em francês, cujo título é «Colette Pétonnet».